# Дарія Семьонова
Дарія Семьонова (28 травня 2002) — туркменська плавчиня.
Учасниця Олімпійських Ігор 2016 року.